# 학교 파벌
학교 파벌 또는 단순히 학벌은 출신 학교에 따른 파벌이다. 같은 한자 문화권인 중국과 일본에서는 학벌을 특정 학교의 파벌을 나타내는 말로 주로 사용하므로, 전체적으로 평판이 최고가 아닌 대학이라도 학벌이라는 말을 사용할 수 있지만, 한국에서는 '학문을 닦아서 얻게 된 사회적 지위나 신분. 또는 출신 학교의 사회적 지위나 등급.'을 주된 의미로 사용한다.

## 같이 보기
- 계급
- 동문